# Helen Wainwright
Helen Wainwright, född 15 mars 1906 i New York, död 11 oktober 1965 i Hampton Bays, New York, var en amerikansk simhoppare och simmare.
Wainwright blev olympisk silvermedaljör i svikthopp vid sommarspelen 1920 i Antwerpen.